# Ірвайн
Ірвайн (англ. Irvine, МФА /ˈɜrvaɪn/) — місто (англ. city) в США, в окрузі Орандж штату Каліфорнія. Населення — 281 707 осіб (2020).

## Географія
Ірвайн розташований за координатами 33°40′42″ пн. ш. 117°46′17″ зх. д. / 33.67833° пн. ш. 117.77139° зх. д. (33.678399, -117.771254). За даними Бюро перепису населення США в 2010 році місто мало площу 172,11 км², з яких 171,21 км² — суходіл та 0,90 км² — водойми.

### Клімат
| Клімат : Ірвайн         | Клімат : Ірвайн | Клімат : Ірвайн | Клімат : Ірвайн | Клімат : Ірвайн | Клімат : Ірвайн | Клімат : Ірвайн | Клімат : Ірвайн | Клімат : Ірвайн | Клімат : Ірвайн | Клімат : Ірвайн | Клімат : Ірвайн | Клімат : Ірвайн | Клімат : Ірвайн |
| Показник                | Січ.            | Лют.            | Бер.            | Квіт.           | Трав.           | Черв.           | Лип.            | Серп.           | Вер.            | Жовт.           | Лист.           | Груд.           | Рік             |
| Абсолютний максимум, °C | 34,4            | 33,3            | 36,7            | 41,1            | 40,6            | 42,8            | 42,8            | 43,3            | 43,9            | 42,2            | 40,6            | 36,1            | 43,9            |
| Середній максимум, °C   | 19,8            | 20,2            | 20,7            | 22,9            | 24,1            | 25,9            | 29,1            | 29,3            | 28,9            | 26,3            | 22,9            | 19,9            | 24,2            |
| Середній мінімум, °C    | 5,1             | 6,2             | 7,4             | 9,1             | 11,7            | 13,7            | 15,7            | 15,9            | 14,7            | 11,9            | 7,3             | 4,7             | 10,3            |
| Абсолютний мінімум, °C  | −7,8            | −3,9            | −3,3            | −0,6            | 1,1             | 4,4             | 6,7             | 6,1             | 3,9             | −1,7            | −3,9            | −4,4            | −7,8            |
| Норма опадів, мм        | 74              | 84              | 54              | 24              | 7               | 3               | 1               | 1               | 5               | 19              | 30              | 61              | 363             |
| ----------------------- | --------------- | --------------- | --------------- | --------------- | --------------- | --------------- | --------------- | --------------- | --------------- | --------------- | --------------- | --------------- | --------------- |
| Джерело: NOAA           |                 |                 |                 |                 |                 |                 |                 |                 |                 |                 |                 |                 |                 |

## Демографія
Згідно з переписом 2010 року, у місті мешкало 212 375 осіб у 78 978 домогосподарствах у складі 51 453 родин. Густота населення становила 1234 особи/км². Було 83899 помешкань (487/км²).
Расовий склад населення:
| - 50,5 % — білих - 39,2 % — азіатів - 1,8 % — чорних або афроамериканців - 0,2 % — вихідців з тихоокеанських островів - 0,2 % — корінних американців - 2,8 % — осіб інших рас |

До двох чи більше рас належало 5,5 %. Частка іспаномовних становила 9,2 % від усіх жителів.
За віковим діапазоном населення розподілялося таким чином: 21,5 % — особи молодші 18 років, 69,8 % — особи у віці 18—64 років, 8,7 % — особи у віці 65 років та старші. Медіана віку мешканця становила 33,9 року. На 100 осіб жіночої статі у місті припадало 94,9 чоловіків; на 100 жінок у віці від 18 років та старших — 92,4 чоловіків також старших 18 років.
Середній дохід на одне домашнє господарство становив 117 468 доларів США (медіана — 92 278), а середній дохід на одну сім'ю — 135 624 долари (медіана — 111 471). Медіана доходів становила 90 731 долар для чоловіків та 63 350 доларів для жінок. За межею бідності перебувало 12,3 % осіб, у тому числі 9,6 % дітей у віці до 18 років та 7,3 % осіб у віці 65 років та старших.
Цивільне працевлаштоване населення становило 117 228 осіб. Основні галузі зайнятості: освіта, охорона здоров'я та соціальна допомога — 24,0 %, науковці, спеціалісти, менеджери — 18,7 %, виробництво — 12,8 %, фінанси, страхування та нерухомість — 11,2 %.